# Slättgårdsskolan

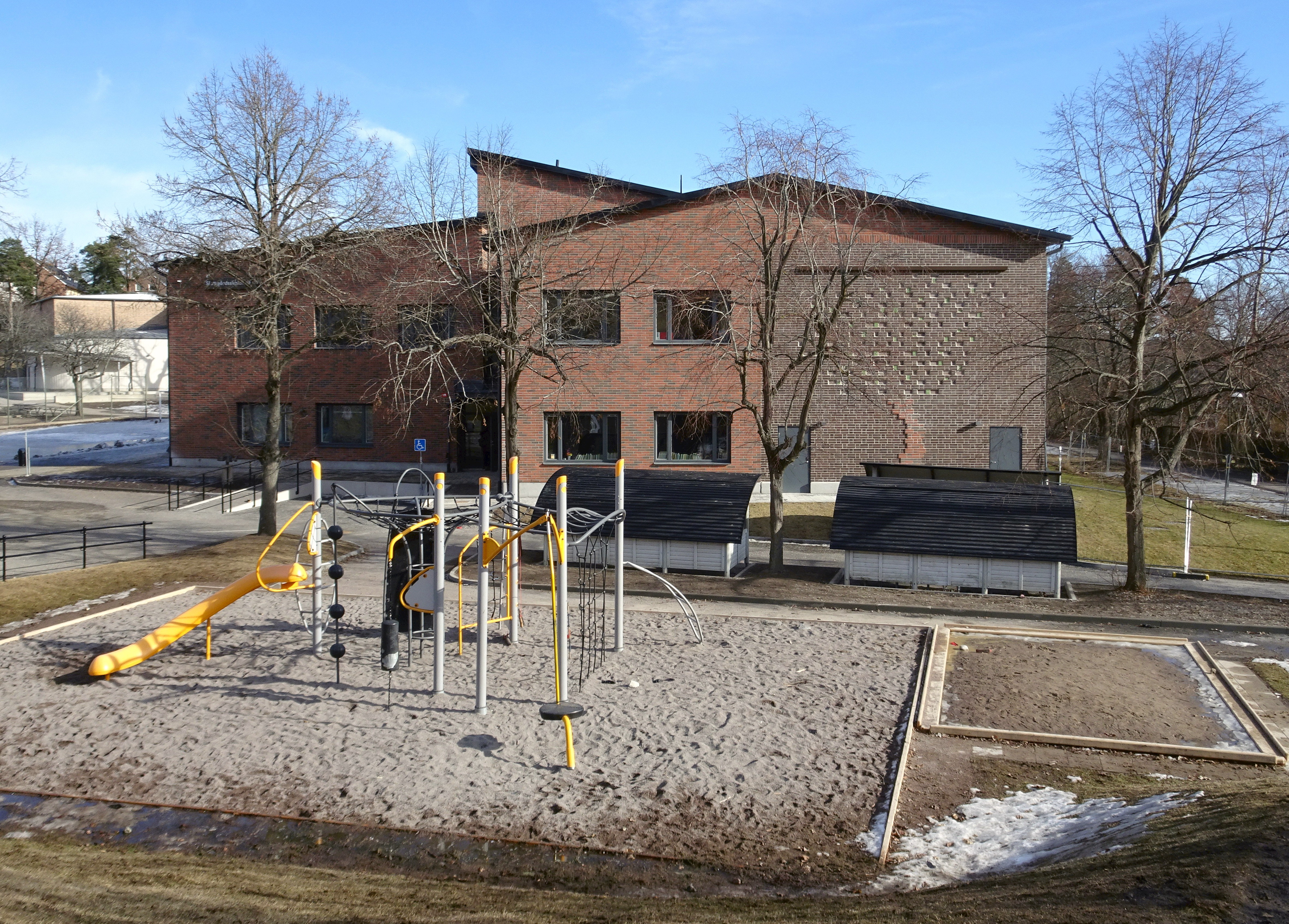
Slättgårdsskolans nya del (hus J), fasad mot väster, mars 2022.

Slättgårdsskolan är en kommunal grundskola vid Frimurarvägen 11-15  i Bredäng i Söderort. Skolan uppfördes 1968 efter ritningar av arkitekterna Gösta Uddén och Olle Wåhlström. Skolbyggnaden brann ner i juni 2020. Ett ombyggnadsprojekt var redan planerat men resulterade i ett förgävesprojekt i och med branden. Ägaren Skolfastigheter i Stockholm AB (SISAB) beslöt att återuppbygger skolan dock med nytt utseende. En ny gymnastikhall (hus H) och en ny redan projekterad fristående byggnad (hus J) invigdes 2021. En ny huvudbyggnad beräknas stå klar till årsskiftet 2025 / 2026.

## Historik

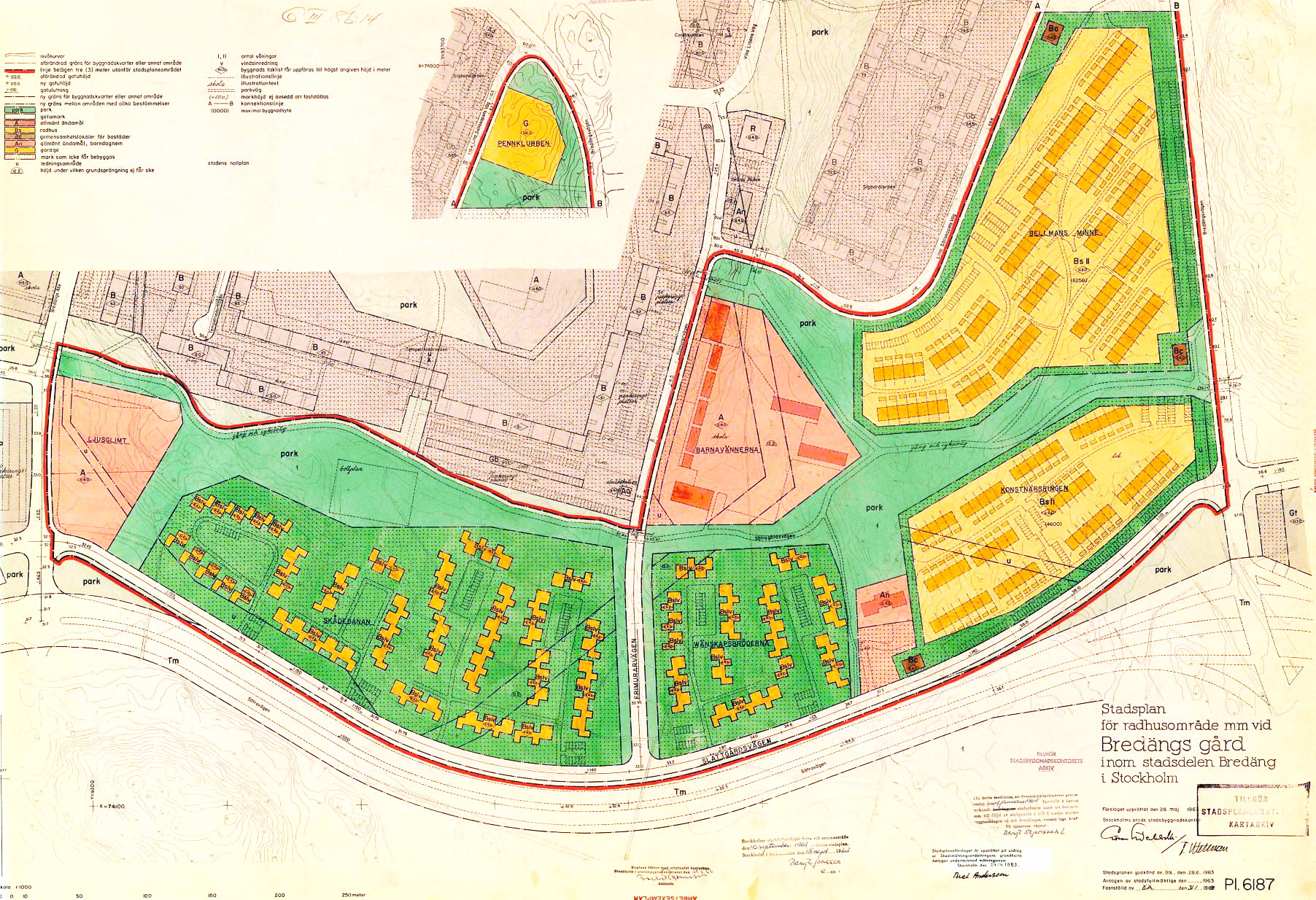
Stadsplan Pl 6167 från 1963.

Slättgårdsskolan blev efter Bredängsskolan (invigd 1966) stadsdelens andra moderna skola och stod färdig 1968. Skolan har sitt namn efter Slättens gård i nuvarande Mälarhöjden som en gång i tiden lydde under Sätra gård. En stadsplan (Pl 6187) för Bredängs södra delar upprättades 1963 av Josef Stäck på Stockholms stadsplanekontor. I stadsplanen avsattes bland annat en drygt 17 000 m² stor tomt för allmänt ändamål (markerat med rött och litt A, skola) beläget ungefär 550 meter sydost om Bredängs tunnelbanestation. 
Skoltomten med fastighetsbeteckningen Barnavännerna ligger strax norr om det forna torpet Bredäng som gav namn åt hela stadsdelen. Lantbruk bedrevs här fram till 1949. Stället brann ned i början av 1960-talet och revs 1963. Stadsplanen gav ett konkret förslag till bebyggelse i området med radhus och kedjehus. Även för skoltomten lämnades ett förslag. Där framgår sju huskroppar i rad längs med Frimurarvägen och två paviljongbyggnader på tomtens östra del. Det ganska fantasilösa förslaget kom inte att utföras.

## Gamla Slättgårdsskolan

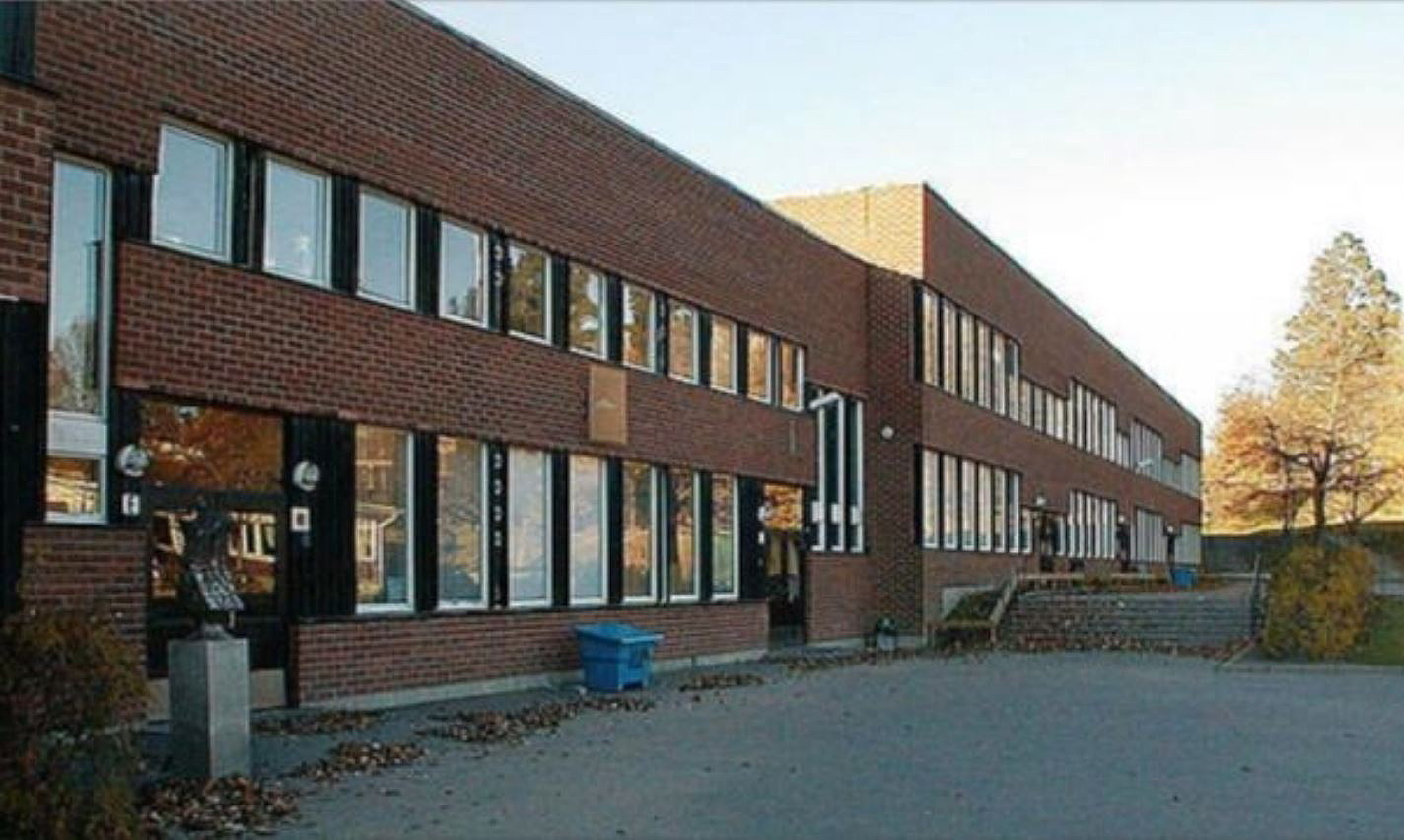
Gamla Slättgårdsskolans länga mot skolgården hus D (närmast) och C, 1999.

Den ursprungliga huvudbyggnaden uppfördes längs med skoltomtens västra sida parallellt med Frimurarvägen. Byggnaden ritades av Uddén och Wåhlström Arkitektkontor (Gösta Uddén och Olle Wåhlström). Deras arkitektoniska uttryck var tidstypiskt och representativt och med stor detaljomsorg samt med ett tydligt geometriskt formspråk. Uddén och Wåhlström stod bakom några av de tidigaste exemplen för paviljongskolor. Slättgårdsskolan avsåg rymma arton låg- och mellanstadieklasser med omkring 300 elever, senare med hjälp av två paviljongbyggnader utökat till 550 elever för en F-9 skola, alltså från förskola till årskurs 9.
Det långsträckt komplexet bestod av fem volymer i två rader med olika höjd och bredd och förbundna med varann genom förbindelsebyggnader. Fasaderna gestaltades av rött tegel med svarta träpartier mellan fönstren som blev till sammanhängande band. Fastigheten var grönmärkt av Stadsmuseet i Stockholm, vilket innebar "särskilt värdefull från historisk, kulturhistorisk, miljömässig eller konstnärlig synpunkt". I sin klassificering från 2006 menade Stadsmuseet bland annat:
| ” | Slättgårdsskolan har en tydlig arkitektonisk gestaltning med geometriska drag i volymer och en genomtänkt materialkontrast mellan rött tegel och svarta träpartier. Detaljomsorgen är påfallande och byggnaderna har bibehållit sin ursprungliga karaktär. I det inre kan man särskilt notera klassrumsbyggnadens ljusgård, med strikt planterade lövträd och mark i gatsten. | „ |

## Om- och nybyggnadsplaner

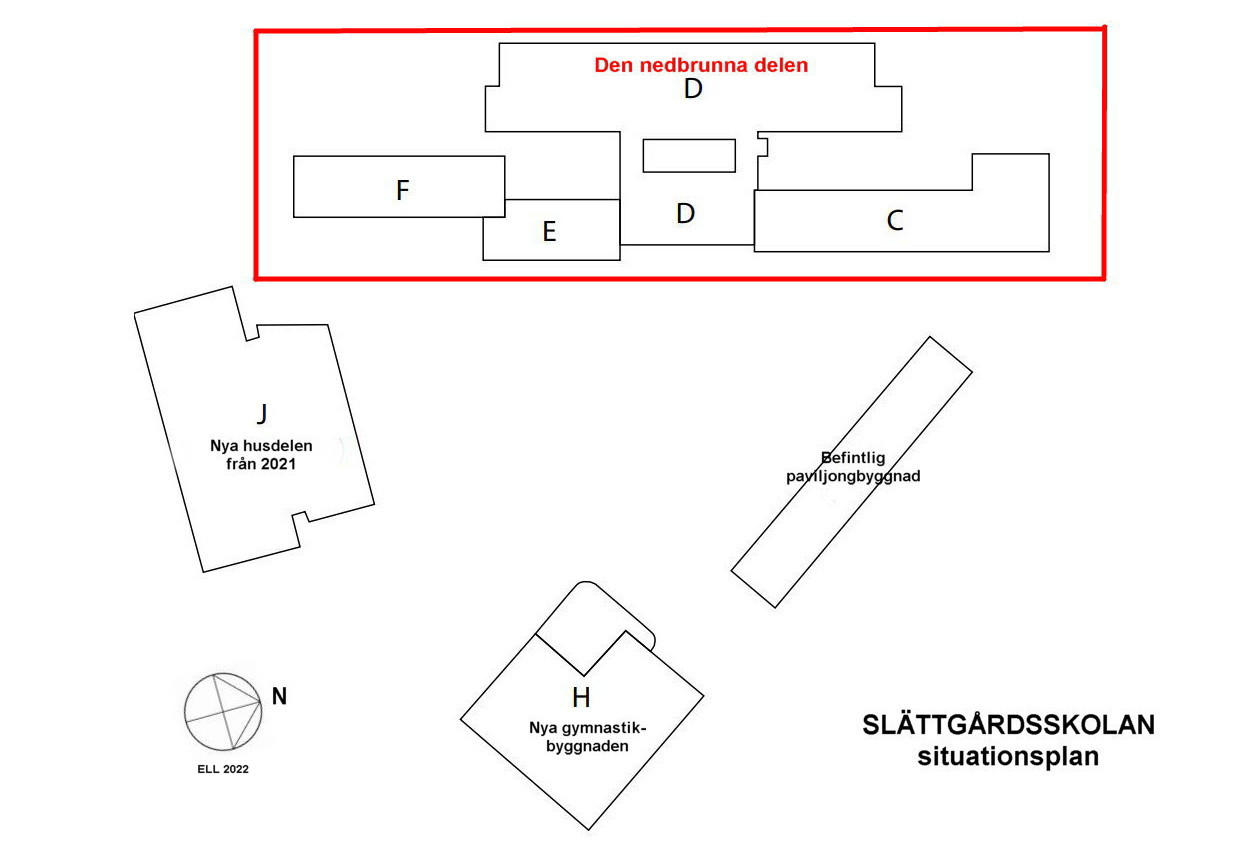
Situationsplan, mars 2022.

I september 2018 beslöt fastighetsägaren SISAB att låta genomföra en om- och tillbyggnad för Slättgårdsskolan. Projektets mål var att skapa en ny byggnad (hus J) på skolgårdens sydvästra del och genomföra verksamhetsanpassningar och moderniseringar i de befintliga lokalerna (hus C-F) mot Frimurarvägen. Tanken var avveckling av paviljongerna och externa lokaler samt att den totala kapaciteten skulle ökas till 600 elevplatser. Arkitektuppdraget gick till HMXW Arkitekter. Genomförandetiden för hela projektet bestämdes till 3,5 år. Den nya byggnaden skulle stå klar i april 2021 och ombyggnadsarbetena i den befintliga byggnaden var tänkt att avslutas i maj 2022.

## Bränder och rivning
Slättgårdsskolans byggnader drabbades av två svåra bränder under första halvåret 2020. Den 22 mars totalförstördes skolans gymnastiksal invigd så sent som 2012. Den 1 juni brann huvudbyggnaden från 1968 ner. Branden startade i de centrala delarna och spred sig snabbt till skolans samtliga byggnader. Som mest bekämpades branden av ett 40-tal brandmän. Branden misstänktes vara anlagd och en förundersökning om grov mordbrand inleddes. Inga personer kom till skada. Den del som klarade sig bäst var längan av hus D som ligger vid Frimurarvägen. Här låg kök, matsal, träslöjdsalen och skolhälsan. Totalt sett var dock skadorna så svåra att man beslöt att riva både gymnastik- och huvudbyggnaden och låta uppföra nya byggnader. Efter branden inhystes Slättgårdsskolans elever på Vårbergsskolan, Solbergaskolan och Kämpetorpsskolan.

### Bilder

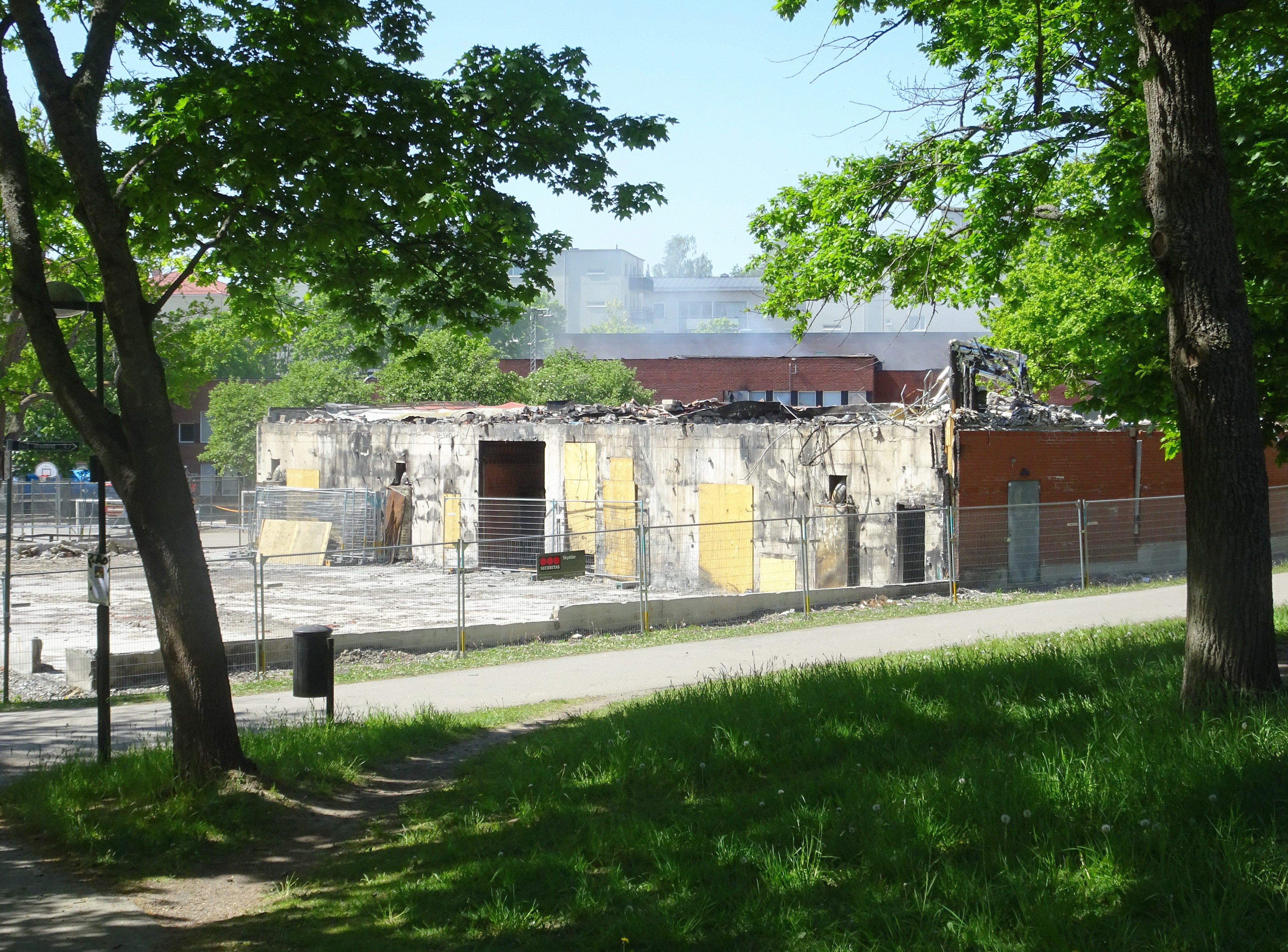
Den brandskadade gymnastikbyggnaden, juni 2020.
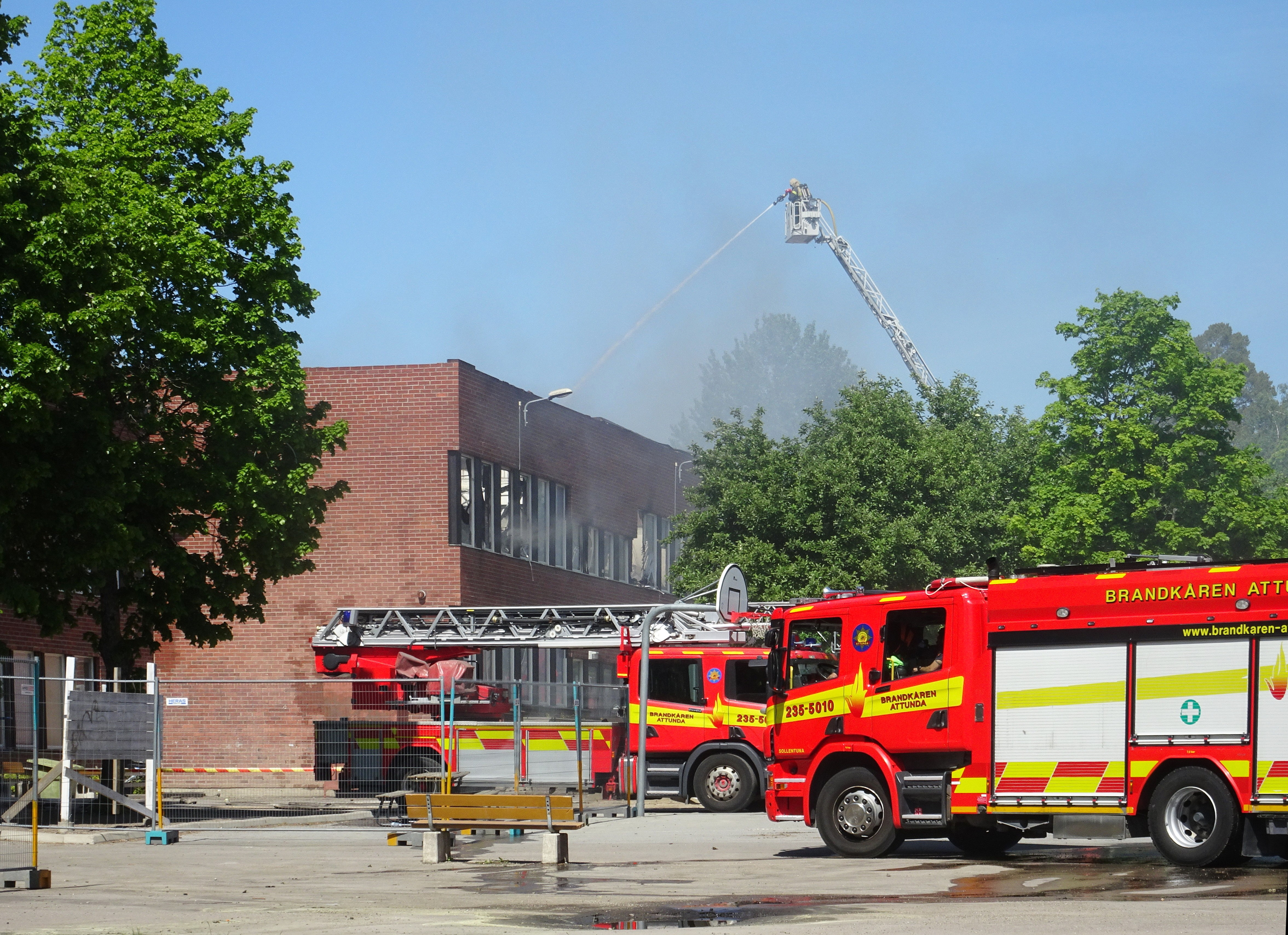
Huvudbyggnaden brinner, juni 2020.
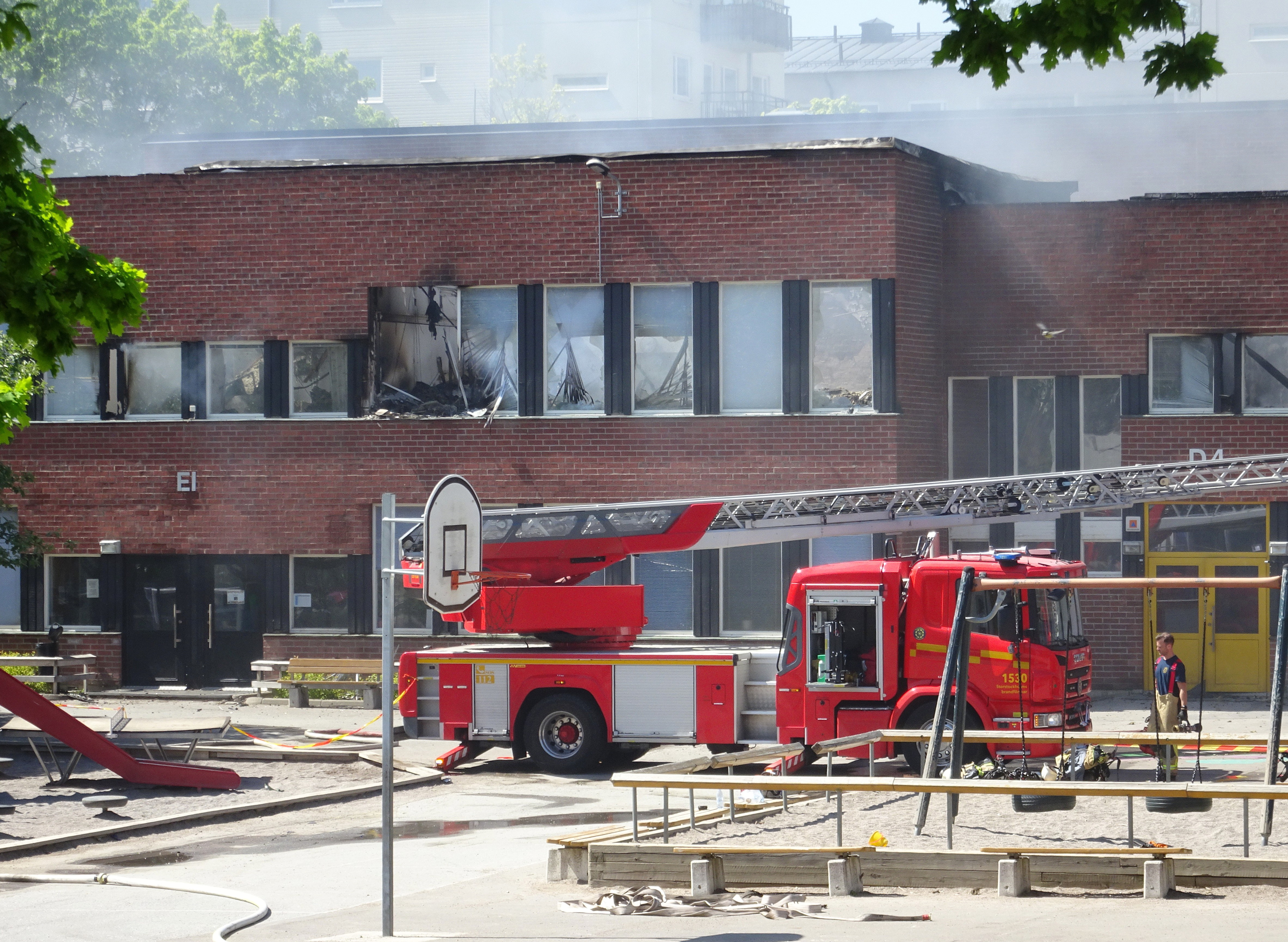
Huvudbyggnaden brinner, juni 2020.
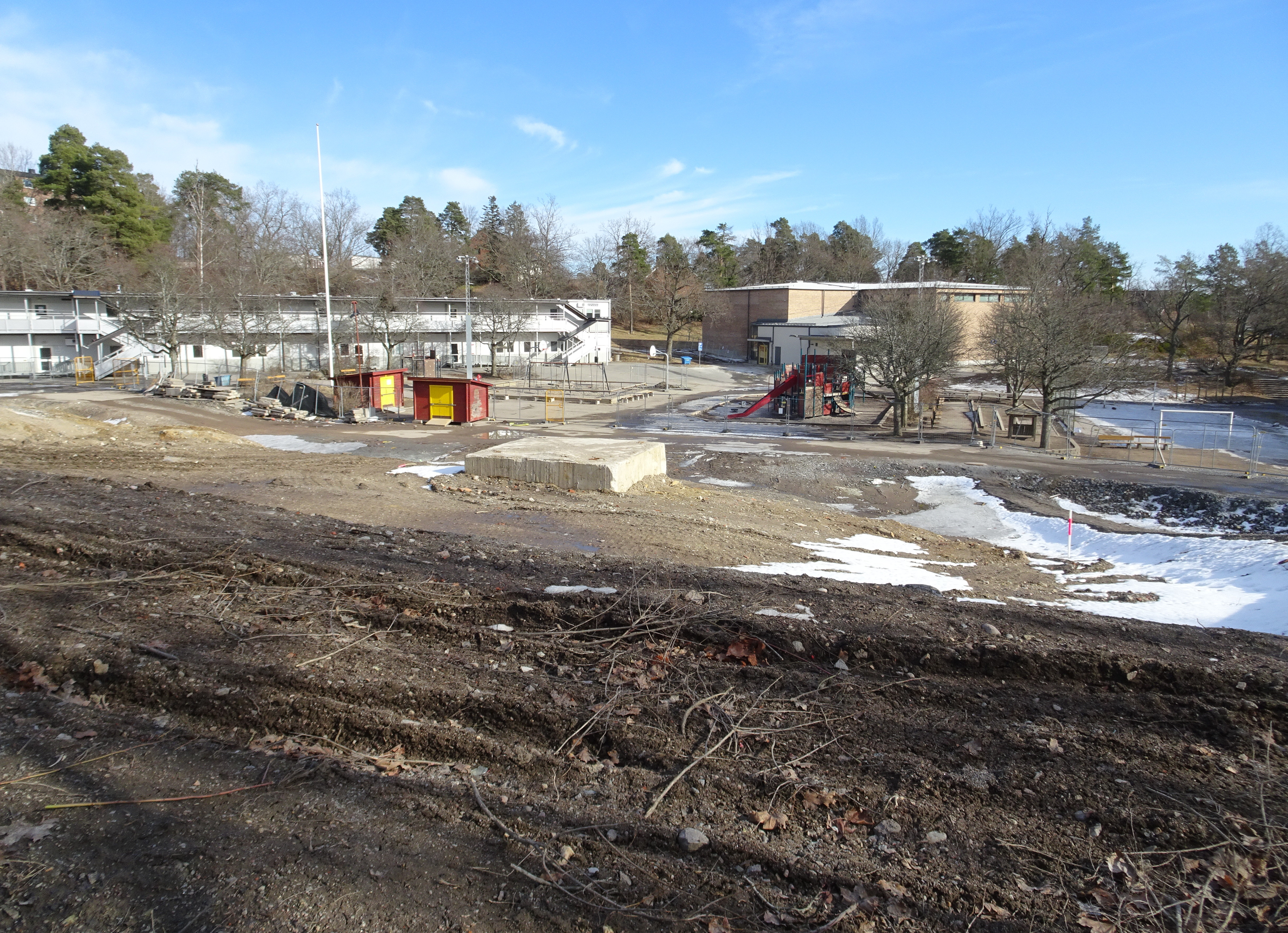
Den avrivna tomten mars 2022.

## Nya Slättgårdsskolan
På grund av branden kunde den tidigare beslutade ombyggnaden av huvudbyggnaden inte genomföras. Projekteringen och upphandlingen för den planerade nya delen (hus J) och gymnastiksalen (hus H) fullföljdes dock. Båda byggnader invigdes i december 2021 respektive januari 2022. 
Nya hus J uppfördes efter ritningar av HMXW Arkitekter i två våningar med en förhöjd takdel. Byggnaden innehåller bland annat specialsalar som naturorientering, textil- och träslöjd samt klassrum för elever från förskola till årskurs 3 och en mellanstadieklass. Byggnaden karakteriseras av två huvudvolymer som grupperades kring ett central trapphus som även fungerar som samlingsplats. Innerväggarna utfördes av oputsat tegel och undertaken av träribbor för att skapa en varm atmosfär och god akustisk miljö. Fasaderna kläddes med rött och rödbrunt tegel där variationer i teglet används för att markera olika fasaddelar men också för att skapa mönster i fasaden, exempelvis ett stort träd på västra gaveln. En ny huvudbyggnad projekteras för närvarande (2022) och beräkna stå färdig till årsskiftet 2025 / 2026.

### Bilder

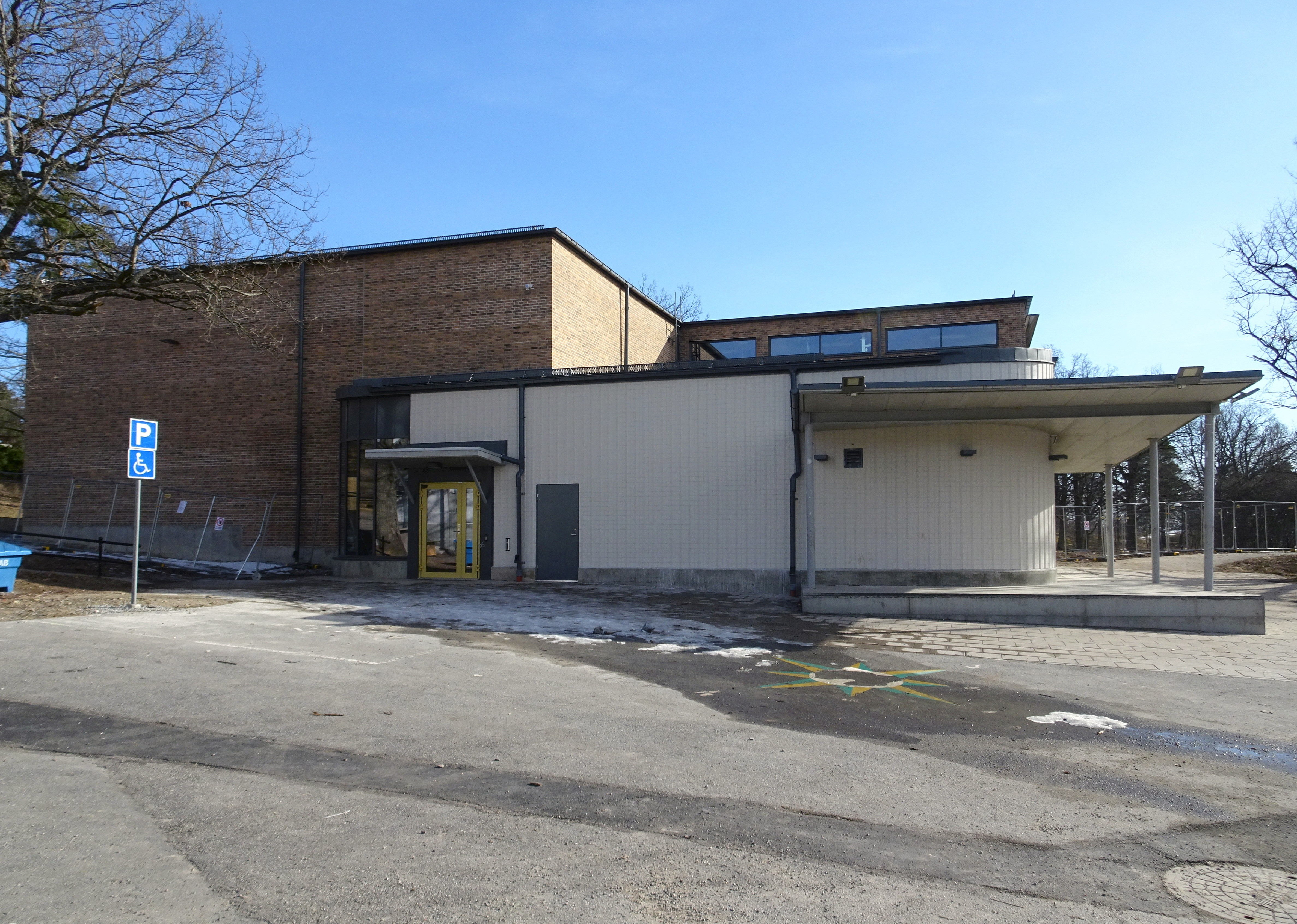
Skolans nya gymnastikbyggnad (hus H).
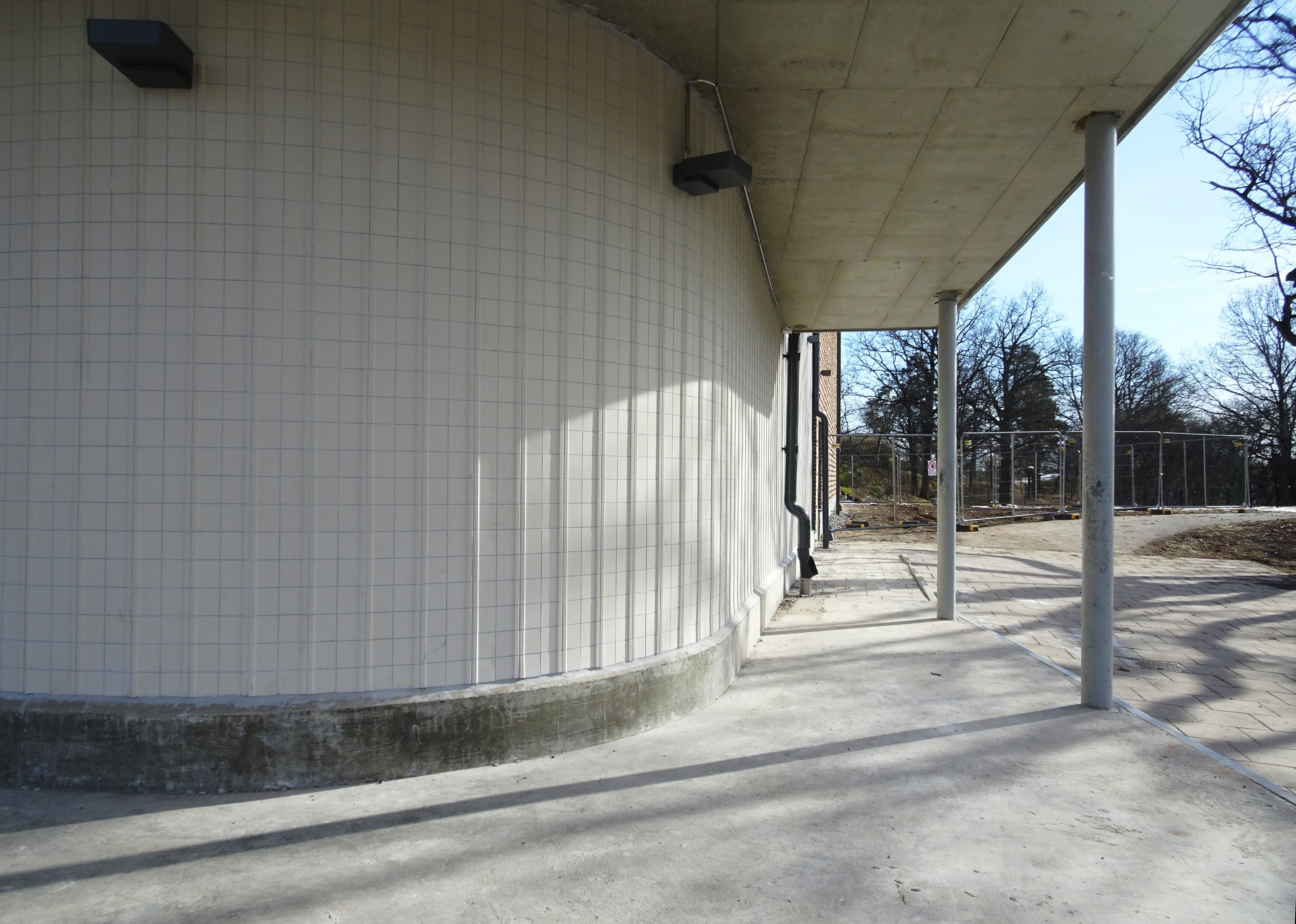
Skolans nya gymnastikbyggnad, detalj.
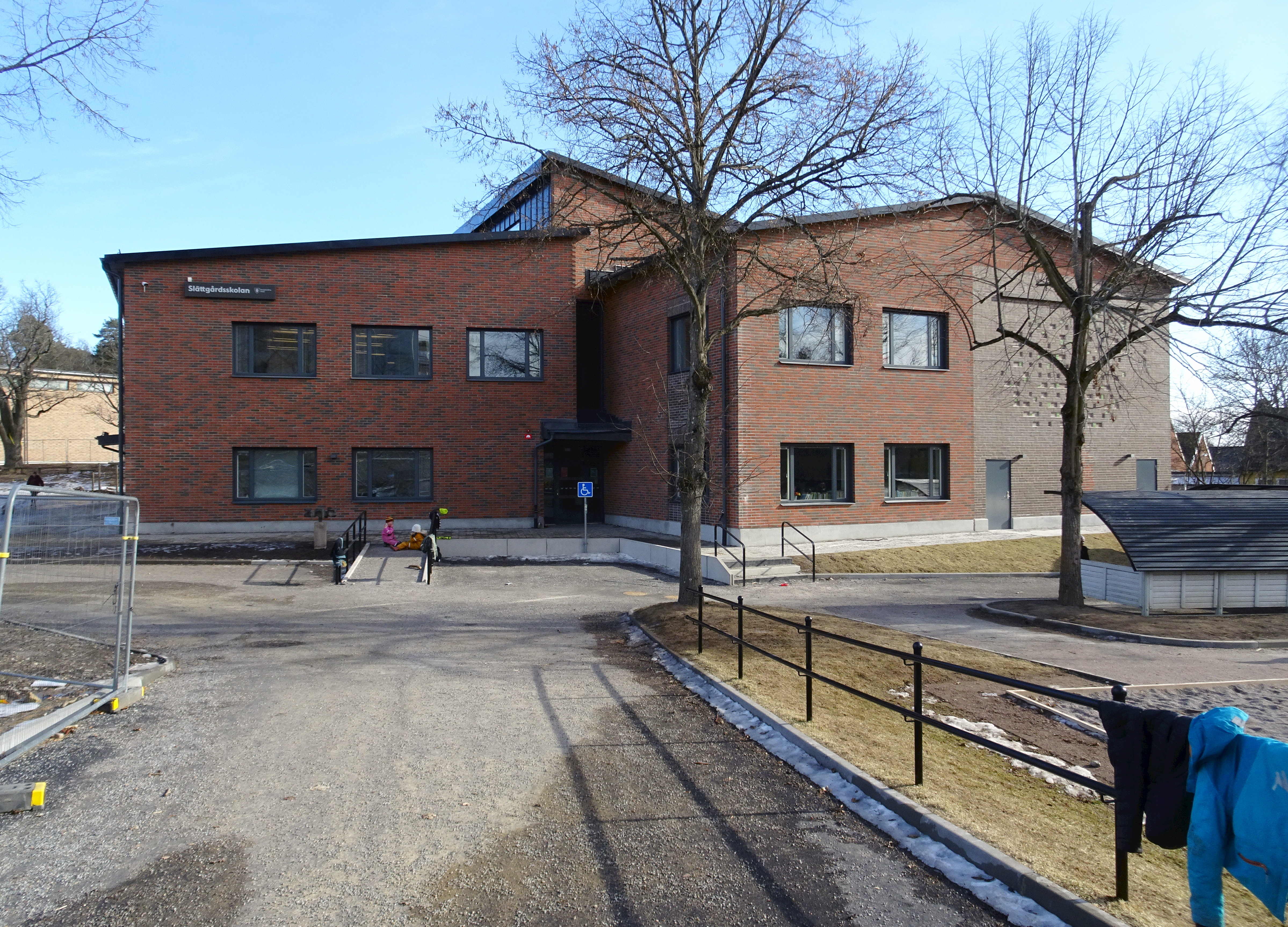
Skolans nya byggnad (hus J).
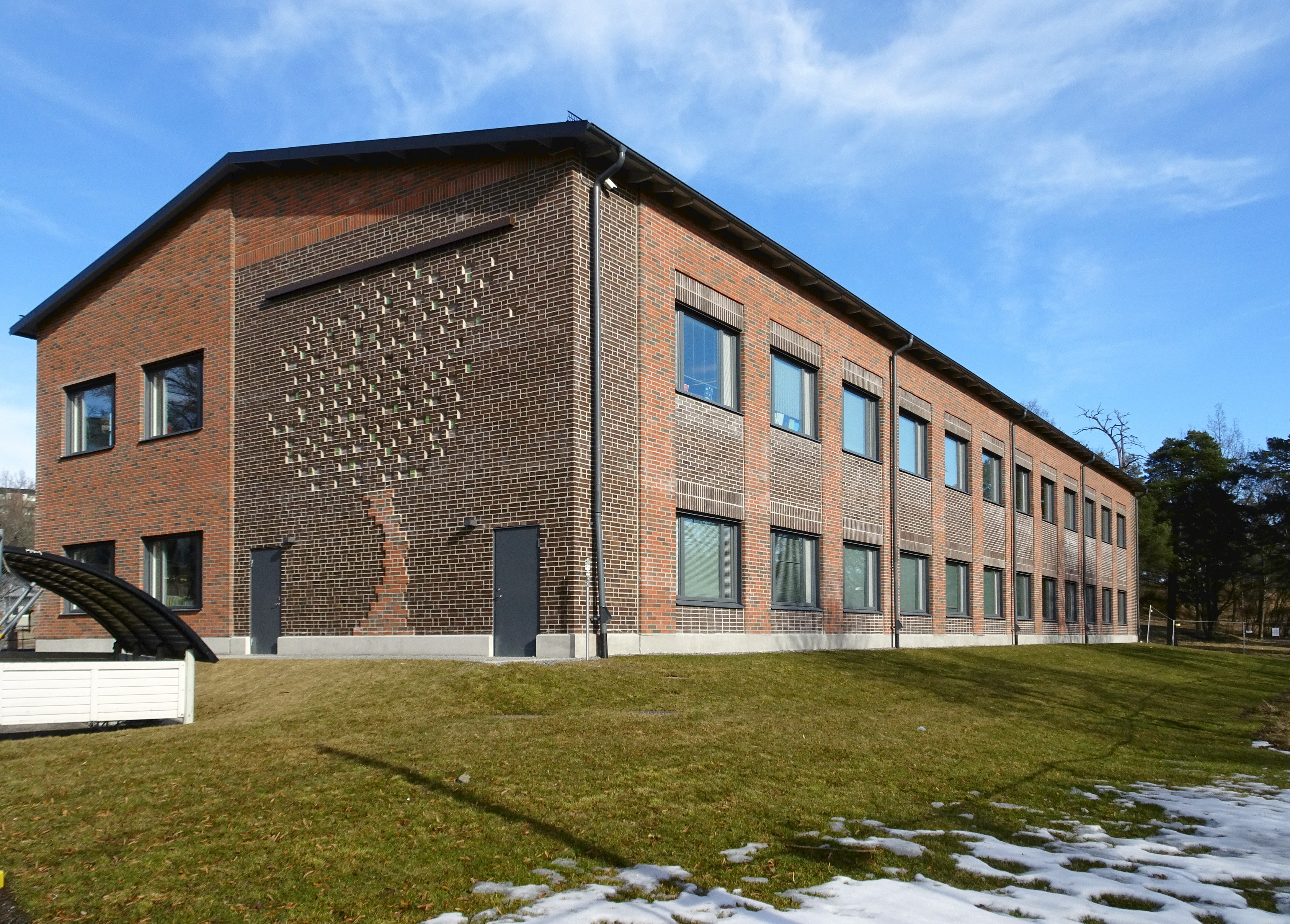
Skolans nya byggnad (hus J).